# ایزابلا فرانکئو
دکتر ایزابلا مک دوگال رابرتسون (متوفی می ۱۹۶۷)، که با نام لیدی فرانکاو نیز شناخته می‌شود یک روان‌پزشک بریتانیایی بود که در اعتیاد به الکل و مواد مخدر تخصص داشت.
پس از مرگ همسر اولش، گوردون کانینگهام، در سال ۱۹۳۵ با جراح برجسته کلود فرانکئو (۱۸۸۳–۱۹۶۷) ازدواج کرد هنگامی که همسرش در جشن سال نو در سال ۱۹۴۵ به عنوان شوالیه اعطا شد، ایزابلا فرانکئو به عنوان «بانو فرانکئو» شناخته شد.